# U-17-Fußball-Weltmeisterschaft der Frauen 2008
Die U-17-Fußball-Weltmeisterschaft der Frauen 2008 war die erste Ausspielung dieses Wettbewerbs für Fußballspielerinnen unter 17 Jahren (Stichtag: 1. Januar 1991) und fand vom 28. Oktober bis 16. November 2008 in Neuseeland statt. Neuseeland richtete nach der U-17-WM der Männer 1999 zum zweiten Mal ein FIFA-Turnier aus. Es nahmen 16 Mannschaften am Turnier teil.
Erster Weltmeister wurde Nordkorea durch einen 2:1-Finalsieg nach Verlängerung gegen die USA. Dritter wurde Deutschland, das mit Dzsenifer Marozsán die Torschützenkönigin des Turniers stellte.

## Spielorte
| Albany |

| Hamilton |

| Wellington |

| Christchurch |

| Albany |

| Hamilton |

| Wellington |

| Christchurch |

## Qualifikation
Der ozeanischen Verband hatte nur einen Startplatz, der automatisch an den Ausrichter Neuseeland vergeben wurde.
Aus Europa nahmen die vier Teilnehmer der U-17-Europameisterschaft an der WM teil. Im April 2008 wurden die Spiele der zweiten Qualifikationsrunde ausgetragen, deren Sieger sich für die im Mai 2008 ausgetragene Endrunde qualifizierten.
Die Qualifikation in Asien wurde bei der U-17-Asienmeisterschaft in Malaysia ausgespielt. Turniersieger wurde Nordkorea durch einen 3:0-Finalsieg über Japan. Den dritten WM-Startplatz sicherte sich Südkorea durch einen Sieg nach Elfmeterschießen gegen die Volksrepublik China.
Die südamerikanischen Teilnehmer wurden bei der CONMEBOL U-17-Meisterschaft in Chile ermittelt. Sieger wurde Kolumbien vor Brasilien. Den dritten Platz sicherte sich Paraguay, das gegenüber Argentinien ein besseres Torverhältnis aufwies.
Aus Nordamerika nahmen die drei bestplatzierten Teams der CONCACAF U-17-Meisterschaft an der Weltmeisterschaft teil.
Die zwei afrikanischen Teilnehmer wurden im Mai 2008 ermittelt.

### Teilnehmer
| 4 aus Europa                        | Dänemark   | Deutschland | England  | Frankreich |
| 3 aus Südamerika                    | Brasilien  | Kolumbien   | Paraguay |            |
| 3 aus Nord-, Mittelamerika, Karibik | Costa Rica | Kanada      | USA      |            |
| 3 aus Asien                         | Japan      | Nordkorea   | Südkorea |            |
| 2 aus Afrika                        | Ghana      | Nigeria     |          |            |
| 1 aus Ozeanien                      | Neuseeland |             |          |            |

## Modus
Nach dem FIFA-Reglement besteht das Turnier aus Gruppenspielen sowie anschließend Viertelfinale, Halbfinale, Spiel um Platz drei und dem Finale. Die Spielzeit beträgt zweimal 45 Minuten.
Die 16 Teilnehmer bildeten vier Vorrundengruppen mit je vier Mannschaften, von denen sich jeweils die ersten beiden für das Viertelfinale qualifizierten. In der Gruppenphase spielte jede Mannschaft gegen jede andere Mannschaft ihrer Gruppe nach dem Meisterschaftsmodus, wobei für einen Sieg drei Punkte und für ein Unentschieden ein Punkt vergeben wurden. Waren nach Abschluss der Gruppenspiele zwei oder mehrere Mannschaften punktgleich, entschieden zunächst die Ergebnisse aus den direkten Begegnungen. Dabei wurde als erstes Kriterium die Punktzahl herangezogen. War auch diese gleich, so entschied zunächst die Tordifferenz und danach die Anzahl der erzielten Tore. Wenn immer noch Gleichheit bestand, wurde die Fair-Play-Wertung herangezogen. Letztes Kriterium wäre ein Losentscheid.
Ab dem Viertelfinale wurde das Turnier im K.-o.-System fortgesetzt, wobei sich der Sieger eines Spiels für die nächste Runde qualifizierte. Spiele, die nach Ablauf der regulären Spielzeit unentschieden endeten, wurden um zweimal 15 Minuten verlängert. Sollte immer noch keine Entscheidung gefallen sein, kam es zum Elfmeterschießen.

## Vorrunde
Die Auslosung fand am 1. Juni 2008 in der neuseeländischen Hauptstadt Wellington statt. Da noch nicht alle Qualifikationsspiele beendet waren, fehlten zum Zeitpunkt der Auslosung noch fünf Mannschaften aus Nordamerika und Afrika. Nachdem die Qualifikation beendet war, wurden diese Mannschaften am 28. Juli 2008 ihren jeweiligen Gruppen zugeordnet.

Alle Uhrzeiten sind in neuseeländischer Ortszeit angegeben (MEZ +12 Stunden).

### Gruppe A
| Pl. | Land       | Sp. | S | U | N | Tore    | Diff. | Punkte |
| --- | ---------- | --- | - | - | - | ------- | ----- | ------ |
| 1.  | Dänemark   | 3   | 1 | 2 | 0 | 003:200 | +1    | 05     |
| 2.  | Kanada     | 3   | 1 | 2 | 0 | 002:100 | +1    | 05     |
| 3.  | Neuseeland | 3   | 1 | 0 | 2 | 004:400 | ±0    | 03     |
| 4.  | Kolumbien  | 3   | 0 | 2 | 1 | 003:500 | −2    | 02     |

|                                                       |   |            |           |
| Dienstag, 28. Oktober 2008 um 19:00 Uhr in Auckland   |   |            |           |
| Neuseeland                                            | – | Kanada     | 0:1 (0:0) |
| Mittwoch, 29. Oktober 2008 um 12:00 Uhr in Auckland   |   |            |           |
| Dänemark                                              | – | Kolumbien  | 1:1 (0:1) |
| Samstag, 1. November 2008 um 13:00 Uhr in Auckland    |   |            |           |
| Kolumbien                                             | – | Kanada     | 1:1 (1:1) |
| Samstag, 1. November 2008 um 16:00 Uhr in Auckland    |   |            |           |
| Neuseeland                                            | – | Dänemark   | 1:2 (1:1) |
| Dienstag, 4. November 2008 um 19:00 Uhr in Hamilton   |   |            |           |
| Kanada                                                | – | Dänemark   | 0:0       |
| Dienstag, 4. November 2008 um 19:00 Uhr in Wellington |   |            |           |
| Kolumbien                                             | – | Neuseeland | 1:3 (0:1) |

### Gruppe B
| Pl. | Land        | Sp. | S | U | N | Tore    | Diff. | Punkte |
| --- | ----------- | --- | - | - | - | ------- | ----- | ------ |
| 1.  | Deutschland | 3   | 2 | 1 | 0 | 009:300 | +6    | 07     |
| 2.  | Nordkorea   | 3   | 1 | 2 | 0 | 004:300 | +1    | 05     |
| 3.  | Ghana       | 3   | 1 | 1 | 1 | 004:400 | ±0    | 04     |
| 4.  | Costa Rica  | 3   | 0 | 0 | 3 | 001:800 | −7    | 0      |

|                                                         |   |             |           |
| Mittwoch, 29. Oktober 2008 um 12:00 Uhr in Christchurch |   |             |           |
| Costa Rica                                              | – | Deutschland | 0:5 (0:3) |
| Mittwoch, 29. Oktober 2008 um 15:00 Uhr in Christchurch |   |             |           |
| Nordkorea                                               | – | Ghana       | 1:1 (0:0) |
| Samstag, 1. November 2008 um 13:00 Uhr in Christchurch  |   |             |           |
| Ghana                                                   | – | Deutschland | 2:3 (0:2) |
| Samstag, 1. November 2008 um 16:00 Uhr in Christchurch  |   |             |           |
| Costa Rica                                              | – | Nordkorea   | 1:2 (1:1) |
| Dienstag, 4. November 2008 um 16:00 Uhr in Hamilton     |   |             |           |
| Deutschland                                             | – | Nordkorea   | 1:1 (1:0) |
| Dienstag, 4. November 2008 um 16:00 Uhr in Wellington   |   |             |           |
| Ghana                                                   | – | Costa Rica  | 1:0 (1:0) |

### Gruppe C
| Pl. | Land               | Sp. | S | U | N | Tore    | Diff. | Punkte |
| --- | ------------------ | --- | - | - | - | ------- | ----- | ------ |
| 1.  | Japan              | 3   | 3 | 0 | 0 | 017:500 | +12   | 09     |
| 2.  | Vereinigte Staaten | 3   | 1 | 1 | 1 | 006:500 | +1    | 04     |
| 3.  | Frankreich         | 3   | 1 | 1 | 1 | 008:100 | −2    | 04     |
| 4.  | Paraguay           | 3   | 0 | 0 | 3 | 005:160 | −11   | 0      |

|                                                         |   |            |           |
| Donnerstag, 30. Oktober 2008 um 12:00 Uhr in Hamilton   |   |            |           |
| Japan                                                   | – | USA        | 3:2 (1:1) |
| Donnerstag, 30. Oktober 2008 um 15:00 Uhr in Hamilton   |   |            |           |
| Frankreich                                              | – | Paraguay   | 6:2 (3:1) |
| Sonntag, 2. November 2008 um 13:00 Uhr in Hamilton      |   |            |           |
| Paraguay                                                | – | USA        | 1:3 (1:0) |
| Sonntag, 2. November 2008 um 16:00 Uhr in Hamilton      |   |            |           |
| Japan                                                   | – | Frankreich | 7:1 (6:1) |
| Mittwoch, 5. November 2008 um 16:00 Uhr in Christchurch |   |            |           |
| Paraguay                                                | – | Japan      | 2:7 (1:3) |
| Mittwoch, 5. November 2008 um 16:00 Uhr in Auckland     |   |            |           |
| USA                                                     | – | Frankreich | 1:1 (0:0) |

### Gruppe D
| Pl. | Land      | Sp. | S | U | N | Tore    | Diff. | Punkte |
| --- | --------- | --- | - | - | - | ------- | ----- | ------ |
| 1.  | Südkorea  | 3   | 2 | 0 | 1 | 006:300 | +3    | 06     |
| 2.  | England   | 3   | 2 | 0 | 1 | 004:300 | +1    | 06     |
| 3.  | Nigeria   | 3   | 1 | 1 | 1 | 004:400 | ±0    | 04     |
| 4.  | Brasilien | 3   | 0 | 1 | 2 | 003:700 | −4    | 01     |

|                                                         |   |           |           |
| Donnerstag, 30. Oktober 2008 um 12:00 Uhr in Wellington |   |           |           |
| Brasilien                                               | – | England   | 0:3 (0:0) |
| Donnerstag, 30. Oktober 2008 um 15:00 Uhr in Wellington |   |           |           |
| Südkorea                                                | – | Nigeria   | 1:2 (0:1) |
| Sonntag, 2. November 2008 um 13:00 Uhr in Wellington    |   |           |           |
| Nigeria                                                 | – | England   | 0:1 (0:0) |
| Sonntag, 2. November 2008 um 16:00 Uhr in Wellington    |   |           |           |
| Brasilien                                               | – | Südkorea  | 1:2 (0:0) |
| Mittwoch, 5. November 2008 um 19:00 Uhr in Christchurch |   |           |           |
| Nigeria                                                 | – | Brasilien | 2:2 (1:1) |
| Mittwoch, 5. November 2008 um 19:00 Uhr in Auckland     |   |           |           |
| England                                                 | – | Südkorea  | 0:3 (0:2) |

## Finalrunde

### Viertelfinale
|                                                      |   |           |                                 |
| Samstag, 8. November 2008 um 13:00 Uhr in Wellington |   |           |                                 |
| Dänemark                                             | – | Nordkorea | 0:4 (0:1)                       |
| Samstag, 8. November 2008 um 16:00 Uhr in Wellington |   |           |                                 |
| Deutschland                                          | – | Kanada    | 3:1 (2:1)                       |
| Sonntag, 9. November 2008 um 13:00 Uhr in Hamilton   |   |           |                                 |
| Japan                                                | – | England   | 2:2 n. V. (2:2, 1:1), 4:5 i. E. |
| Sonntag, 9. November 2008 um 16:00 Uhr in Hamilton   |   |           |                                 |
| Südkorea                                             | – | USA       | 2:4 (0:1)                       |

### Halbfinale
|                                                            |   |         |           |
| Donnerstag, 13. November 2008 um 13:00 Uhr in Christchurch |   |         |           |
| Nordkorea                                                  | – | England | 2:1 (2:0) |
| Donnerstag, 13. November 2008 um 16:00 Uhr in Christchurch |   |         |           |
| Deutschland                                                | – | USA     | 1:2 (1:0) |

### Spiel um Platz 3
|                                                     |   |             |           |
| Sonntag, 16. November 2008 um 13:00 Uhr in Auckland |   |             |           |
| England                                             | – | Deutschland | 0:3 (0:1) |

### Finale
|                                                     |   |     |                      |
| Sonntag, 16. November 2008 um 16:00 Uhr in Auckland |   |     |                      |
| Nordkorea                                           | – | USA | 2:1 n. V. (1:1, 0:1) |

## Auszeichnungen
Die FIFA zeichnete nach dem Turnier die beste Spielerin, die beste Torschützin, die beste Torhüterin und die fairste Mannschaft aus:
- Goldener Ball:

Der Goldene Ball für die beste Spielerin ging an die Japanerin Mana Iwabuchi. Silber ging an Dzsenifer Marozsán (Deutschland) vor Kristie Mewis (USA).
- Goldener Schuh:

Beste Torschützin des Turniers wurde Dzsenifer Marozsán aus Deutschland. Sie erzielte insgesamt sechs Tore. Zweite wurde die US-Amerikanerin Victoria DiMartino (fünf Tore) vor der Nordkoreanerin Myong Hwa Jon, die vier Tore erzielte.
- Goldener Handschuh:

Als beste Torhüterin wurde Taylor Vancil (USA) geehrt. Platz zwei ging an die Engländerin Lauren Davey, während die Nordkoreanerin Hong Myong-hui Dritte wurde.
- FIFA-Fairplay-Auszeichnung:

Deutschland wurde als fairste Mannschaft des Turniers ausgezeichnet. In allen sechs Turnierspielen gab es lediglich eine Gelbe Karte gegen die DFB-Elf.

## Schiedsrichterinnen
- Wang Jia
- Finau Vulivuli
- Kirsi Heikkinen
- Thalia Mitsi
- Etsuko Fukano
- Thérèse Neguel
- Michelle Pye
- Quetzalli Alvarado
- Silvia Reyes
- Cristina Dorcioman
- Natalja Awdontschenko
- Cha Sung-mi
- Pannipar Kamnueng

## Beste Torschützinnen
| Rang | Spielerin          | Tore |
| ---- | ------------------ | ---- |
| 1    | Dzsenifer Marozsán | 6    |
| 2    | Vicki DiMartino    | 5    |
| 3    | Natsuki Kishikawa  | 4    |
|      | Chinatsu Kira      | 4    |
|      | Courtney Verloo    | 4    |
|      | Jon Myong-hwa      | 4    |
| 7    | Lynn Mester        | 3    |
|      | Pauline Crammer    | 3    |
|      | Rosie White        | 3    |
|      | Lee Hyun Young     | 3    |
| 11   | Turid Knaak        | 2    |
|      | Alexandra Popp     | 2    |
|      | ...                | 2    |
| 26   | Tabea Kemme        | 1    |
|      | Inka Wesely        | 1    |
|      | Leonie Maier       | 1    |

Weitere 13 Spielerinnen mit je zwei und 39 Spielerinnen mit je einem Treffer; hinzu kamen 2 Eigentore.

## Die deutsche Mannschaft
Die deutsche Mannschaft qualifizierte sich durch den Sieg bei der U-17-Europameisterschaft für das Weltturnier. Bundestrainer Ralf Peter nominierte folgenden Kader.
| Nr.        | Name                   | Geburtstag | Verein                 | Spiele | Tore |     |     |     |
| Tor        | Tor                    | Tor        | Tor                    | Tor    | Tor  | Tor | Tor | Tor |
| ---------- | ---------------------- | ---------- | ---------------------- | ------ | ---- | --- | --- | --- |
| 1          | Anna Felicitas Sarholz | 05.07.1992 | 1. FFC Turbine Potsdam | 4      | –    | –   | –   | –   |
| 21         | Lisa Schmitz           | 04.05.1992 | Bayer 04 Leverkusen    | –      | –    | –   | –   | –   |
| 12         | Almuth Schult          | 09.02.1991 | Magdeburger FFC        | 2      | –    | –   | –   | –   |
| Abwehr     |                        |            |                        |        |      |     |     |     |
| 2          | Angelina Lübcke        | 24.02.1991 | Hamburger SV           | 1      | –    | –   | –   | –   |
| 13         | Julia Debitzki         | 25.06.1991 | SG Wattenscheid 09     | –      | –    | –   | –   | –   |
| 4          | Valeria Kleiner        | 27.03.1991 | SC Freiburg            | 6      | –    | –   | –   | –   |
| 5          | Carolin Simon          | 24.11.1992 | TSV Jahn Calden        | 6      | –    | –   | –   | –   |
| 3          | Inka Wesely            | 10.05.1991 | SG Essen-Schönebeck    | 6      | 1    | –   | –   | –   |
| 20         | Leonie Maier           | 29.09.1992 | JSG Remseck            | 6      | 1    | –   | –   | –   |
| Mittelfeld |                        |            |                        |        |      |     |     |     |
| 6          | Marie-Louise Bagehorn  | 07.07.1991 | 1. FFC Turbine Potsdam | 6      | –    | –   | –   | –   |
| 8          | Lynn Mester            | 27.03.1992 | Westfalia Osterwick    | 6      | 3    | –   | –   | –   |
| 19         | Claudia Götte          | 07.09.1992 | Westfalia Scherfede    | 3      | –    | –   | –   | –   |
| 7          | Turid Knaak            | 24.01.1991 | FCR 2001 Duisburg      | 4      | 2    | –   | –   | –   |
| 17         | Isabelle Linden        | 15.01.1991 | SG Essen-Schönebeck    | 3      | –    | –   | –   | –   |
| Angriff    |                        |            |                        |        |      |     |     |     |
| 10         | Dzsenifer Marozsán     | 18.04.1992 | 1. FC Saarbrücken      | 6      | 6    | –   | –   | –   |
| 18         | Svenja Huth            | 25.01.1991 | 1. FFC Frankfurt       | 3      | –    | –   | –   | –   |
| 15         | Hasret Kayikçi         | 06.11.1991 | FCR 2001 Duisburg      | 3      | –    | –   | –   | –   |
| 9          | Tabea Kemme            | 14.12.1991 | 1. FFC Turbine Potsdam | 6      | 1    | –   | –   | –   |
| 11         | Alexandra Popp         | 06.04.1991 | FCR 2001 Duisburg      | 6      | 2    | –   | –   | –   |
| 14         | Ivana Rudelic          | 25.01.1992 | FC Bayern München      | 4      | –    | –   | –   | –   |
| 16         | Nicole Rolser          | 07.02.1992 | VfL Sindelfingen       | 2      | –    | –   | –   | –   |